# Троицк (Кунгурский район)
Троицк — село в Кунгурском районе Пермского края, входящее в состав Неволинского сельского поселения.

## География
Село находится в южной части Кунгурского района примерно в 13 километрах от Кунгура по прямой на юго-запад.

## Климат
Климат умеренно-континентальный с продолжительной снежной зимой и коротким, умеренно-тёплым летом. Средняя температура июля составляет +17,8 0С, января −15,6 0С. Среднегодовая температура воздуха составляет + 1,3°С. Средняя продолжительность периода с отрицательными температурами составляет 168 дней и продолжительность безморозного периода 113 дней. Среднее годовое количество осадков составляет 539 мм.

## История
Село возникло во второй половине XVII века на месте сожжённого в 1662 году города Кунгур. В 1679 г. впервые упоминается как село Троицкое. Другое название — Старый Посад. Село называется по местной церкви. До 2018 года входило в состав Тихановского сельского поселения, после упразднения которого вошло в состав Неволинского сельского поселения.

## Население
Постоянное население составляло 327 человек в 2002 году (100 % русские), 343 человека в 2010 году.